# Stazione di Olivos
La stazione di Olivos (Estación Olivos in spagnolo) è una stazione ferroviaria della linea Mitre situata nell'omonima città della provincia di Buenos Aires.

## Storia
La stazione fu aperta il 10 ottobre 1863 dalla compagnia Ferrocarril del Norte de Buenos Aires.